# Sympistis sorapis
Sympistis sorapis là một loài bướm đêm thuộc họ Noctuidae. Loài này có ở Arizona.